# Санца
Са̀нца (на италиански: Sanza) е малко градче и община в Южна Италия, провинция Салерно, регион Кампания. Разположено е на 558 m надморска височина. Населението на общината е 2754 души (към 2010 г.).